# Salve, Madre
El canto Salve, Madre fue el himno oficial del Congreso Mariano, Hispano-americano de Sevilla de (1929), con letra del Padre Restituto del Valle (1865-1930), y música del Padre Eduardo Torres (1872-1934). 
Este canto mariano se extendió pronto a todos los pueblos de España, y destacó a mediados del s. XX como una de las “Salves” más cantadas en los actos litúrgicos sabatinos.

## Letra
Salve, Madre,

en la tierra de tus amores

te saludan los cantos

que alza el amor.

Reina de nuestras almas,

flor de las flores,

muestra aquí

de tu gloria los resplandores,

que en el cielo tan sólo

te aman mejor.

Virgen Santa, Virgen pura,

vida, esperanza y dulzura

del alma que en ti confía,

Madre de Dios, Madre mía,

mientras mi vida alentare,

todo mi amor para ti,

mas si mi amor te olvidare,

Madre mía, Madre mía,

aunque mi amor te olvidare

tú no te olvides de mí.